# Notopleura vargasiana
Notopleura vargasiana är en måreväxtart som beskrevs av Charlotte M. Taylor. Notopleura vargasiana ingår i släktet Notopleura och familjen måreväxter. Inga underarter finns listade i Catalogue of Life.